# SoftBank 813SH
SoftBank 813SH（ソフトバンク813SH）はシャープが開発しソフトバンクモバイルが販売するW-CDMA通信方式の携帯電話端末。2009年1月にカタログ掲載から23ヶ月めを迎え、ソフトバンク端末で最もカタログ掲載期間が長い端末でもある。（しかしその時を最後に、2009年2月からは法人モデルラインアップにて紹介されている）
カメラを搭載していないのが特徴である。
なお、ここではセキュリティ機能を強化した法人専用モデルSoftBank 813SH For Biz(813SHe)（以下for Biz）についても解説する。

## 主な機能・サービス
※は813SHeに装備されていない機能。
- ミュージックプレイヤー
- Bluetooth※
- マイ絵文字
- フィーリングメール
- カスタムスクリーン
- バイリンガル
- 赤外線通信（IrDA）※
- ドキュメントビューア
- シンプルモード
- ICカードロック
- 電話リモートロック
- メールリモートロック
- 安心遠隔ロック（813SHはロックのみ・813SHeはロック＋データ消去）

| 主な対応サービス   | 主な対応サービス | 主な対応サービス | 主な対応サービス |
| ------------------ | ---------------- | ---------------- | ---------------- |
| サークルトーク     | ホットステータス | Yahoo!mocoa      | S!ループ         |
| S!タウン           | ライブモニター   | S!CAST           | S!FeliCa※        |
| S!ケータイ動画     | PCサイトブラウザ | 電子コミック     | S!アプリ         |
| 着うたフル／着うた | アレンジメール   | S!アドレスブック | 3Gお天気アイコン |
| レコメール         | TVコール         | 国際ローミング   | S!GPSナビ        |
| デルモジ表示       | ワンセグ         | 3G ハイスピード  | おなじみ操作     |

## 特徴
カメラ非搭載を除いて812SHと同じ。

## 不具合
- 2015年10月9日 - 2016年1月1日以降、日時を正しく表示が出来なくなる不具合。